# پیوکا (شهرستان چارنکوو-تژچیانکا)
پیوکا (به لهستانی:  Piłka) یک روستا در لهستان است که در گمینا دراوسکو واقع شده‌است.